# Michał Nakashima
Michał Nakashima SJ (jap. ミゲル中島 Migeru Nakashima; ur. 1583 w Machiai, zm. 25 grudnia 1628 w Nagasaki) − błogosławiony Kościoła katolickiego, japoński męczennik, ofiara prześladowań antykatolickich w Japonii.

## Życiorys
Nakashima urodził się w 1583 w Machiai w prowincji Higo (obecnie prefektura Kumamoto). Chrzest przyjął w 1594 roku. Z zaangażowaniem udzielał pomocy i schronienia działającym w ukryciu duchownym katolickim, jezuitom prowadzącym ewangelizację. Ślubował cnotę czystości.
Rosnące wraz z liczebnością konwertytów wpływy chrześcijan, spory o metody ewangelizacji, a także awanturnictwo rywalizujących ze sobą kupców z Hiszpanii i Portugalii wpłynęły na zmianę początkowo przychylnego stosunku, obawiających się osłabienia swej pozycji siogunów i książąt (Daimyō). Po okresie wzmożonej działalności misyjnej Kościoła katolickiego, gdy siogun Hidetada Tokugawa wydał dekret na mocy którego pod groźbą utraty życia wszyscy misjonarze mieli opuścić kraj, a praktykowanie i nauka religii zostały zakazane rozpoczęły się trwające ponad 200 lat krwawe prześladowania chrześcijan.
Ofiarą nagonki padł także Michał Nakashima aresztowany w sierpniu 1627 roku i skazany przez gubernatora na ścisły areszt domowy. W tym czasie o. Mateusz de Couros pełniący funkcję vice−prowincjała przyjął go do Towarzystwa Jezusowego. W rok po pierwszym zatrzymaniu, we wrześniu ponownie został pozbawiony wolności i w Nagasaki poddany torturom przez bicie, ranienie, podtapianie, parzenie wrzącą wodą z siarkowych źródeł wulkanu Unzen i wystawianie na mróz. Zmarł z 25 grudnia 1628 roku konsekwentnie odmawiając wyrzeczenia się wiary.
Michał Nakashima znalazł się w grupie Alfonsa z Navarrete i 204 towarzyszy beatyfikowanych 7 lipca 1867 roku w Rzymie przez papieża Piusa IX.
Dies natalis jest dniem, kiedy Kościół katolicki obchodzi wspomnienie liturgiczne Michała Nakashimy, jezuici także 10 września i 6 lutego.